# Eudarcia diarthra
Eudarcia diarthra är en fjärilsart som beskrevs av Edward Meyrick 1919. Eudarcia diarthra ingår i släktet Eudarcia och familjen äkta malar.
Artens utbredningsområde är Guyana. Inga underarter finns listade i Catalogue of Life.